# Conomelus lorifer
Conomelus lorifer är en insektsart som beskrevs av Ribaut 1948. Conomelus lorifer ingår i släktet Conomelus och familjen sporrstritar.

## Underarter
Arten delas in i följande underarter:
- C. l. calabrica
- C. l. dehneli